# Vidra (okręg Alba)
Vidra – wieś w Rumunii, w okręgu Alba, w gminie Vidra. W 2011 roku liczyła 43 mieszkańców.